# Origanum lirium
Origanum lirium là một loài thực vật có hoa trong họ Hoa môi. Loài này được Heldr. ex Halácsy mô tả khoa học đầu tiên năm 1899.